# Batwoman (phim truyền hình)
Batwoman là một loạt phim truyền hình siêu anh hùng của Mỹ được phát triển bởi Caroline Dries cho The CW. Dựa trên nhân vật cùng tên của DC Comics, nó là một phần của sự liên tục của Arrowverse. Phần đầu tiên theo sau Kate Kane, em họ của Bruce Wayne, người đã trở thành Batwoman trong sự vắng mặt của anh ta. Bắt đầu với mùa thứ hai, loạt phim tập trung vào cựu tội phạm Ryan Wilder khi cô bảo vệ thành phố Gotham trong vai Batwoman.
Việc phát triển loạt phim Batwoman bắt đầu vào năm 2018 sau khi có thông báo rằng Kate sẽ xuất hiện trong Arrowverse crossover "Elseworlds". Ruby Rose được chọn vào vai Kate cùng năm, với Batwoman nhận được một suất đặt hàng loạt vào năm 2019. Ngay sau khi kết thúc phần đầu tiên, Rose rời khỏi loạt phim và Javicia Leslie được chọn vào vai Ryan, một nhân vật ban đầu được tạo ra để kế nhiệm Kate.
Bộ phim khởi chiếu vào ngày 6 tháng 10 năm 2019 và mùa đầu tiên kết thúc vào ngày 17 tháng 5 năm 2020, sau 20 tập. Phần thứ hai được công chiếu vào ngày 17 tháng 1 năm 2021 và phần thứ ba cũng đã được đặt hàng.

## Tiền đề
Trong phần một, ba năm sau khi nhà từ thiện tỷ phú Bruce Wayne và Batman thay thế cảnh giác của anh ta biến mất, người em họ Kate Kane của anh ta bắt đầu chiến thắng ác quỷ của mình và trở thành biểu tượng của hy vọng với tư cách là Batwoman, bảo vệ đường phố của Thành phố Gotham khỏi cô ta em gái điên cuồng Alice.
Trong phần hai, khi Kate được cho là đã chết sau khi một chiếc máy bay tư nhân chở cô trở về từ National City bị rơi, kẻ lừa đảo cũ Ryan Wilder đã giả định là nhân vật Batwoman. Cùng lúc đó, Alice gặp lại một khuôn mặt từ quá khứ của cô tên là Safiyah Sohail, và những con Quạ chiến đấu với Mặt nạ đen và Hội mặt giả.

## Diễn viên
- Ruby Rose trong vai Kate Kane / Batwoman (phần 1): Em họ ngoại của Bruce Wayne, người được trang bị niềm đam mê cho công bằng xã hội và khả năng nói ra suy nghĩ của mình, đã cống hiến hết mình để bảo vệ Gotham khi Batman vắng mặt. Gracyn Shinyei thể hiện một Kate trẻ hơn. Cô ấy mất tích vào đầu mùa thứ hai khi máy bay của cô ấy gặp nạn trên đường trở về từ National City.
- Rachel Skarsten trong vai Beth Kane / Alice: Em gái sinh đôi được cho là đã chết của Kate và là thủ lĩnh của Wonderland Gang với tính cách luôn thay đổi, người luôn sẵn sàng làm xói mòn cảm giác an toàn của Gotham. Ava Sleeth miêu tả một Beth trẻ hơn.
  - Skarsten cũng miêu tả một phiên bản thay thế của Beth, người đã bị di dời khỏi Trái đất quê hương của cô trong "Crisis on Infinite Earths" và xuất hiện trên Earth-Prime. Phiên bản này đã không bị mất trong vụ tai nạn xe hơi. Sau đó cô bị giết bởi August Cartwright, người đã nhầm cô với Alice.
- Meagan Tandy trong vai Sophie Moore: Một sinh viên tốt nghiệp học viện quân sự trở thành đặc vụ cấp cao của Crows và bạn gái cũ bị ghẻ lạnh của Kate, người phục vụ như một trong những người bảo vệ Gotham.
- Nicole Kang trong vai Mary Hamilton: Chị kế của Kate và là một sinh viên y khoa / người có ảnh hưởng trong nghề, người thực hiện sứ mệnh của mình là cung cấp viện trợ cho những người sống trong các cộng đồng bị phục vụ kém của Gotham. Cuối cùng cô ấy phát hiện ra Kate là Batwoman và tham gia cùng cô ấy.
- Camrus Johnson trong vai Luke Fox: Một người trung thành trung thành với Batman và là con trai của Lucius Fox quá cố, người giữ an ninh cho Tháp Wayne khi Batman vắng mặt. Sau khi Kate trở thành Batwoman, anh ấy hiểu rằng Gotham cần một anh hùng mới và trở thành đồng minh của cô ấy.
- Camrus Johnson cũng miêu tả đối tác Earth-99 của mình.
- Elizabeth Anweis trong vai Catherine Hamilton-Kane (mùa 1): Mẹ kế của Kate và một trong những công dân quyền lực nhất Gotham, người đã kiếm được tài sản của cô với tư cách là một nhà thầu quốc phòng và là Giám đốc điều hành của Hamilton Dynamics. Sau khi Alice đầu độc cô và Mary, Catherine đã chọn cho Mary thuốc giải độc.
- Dougray Scott trong vai Jacob Kane: Cha của Kate và Beth và một cựu đại tá quân đội với con chip trên vai, người chỉ huy một cơ quan an ninh tư nhân, Crows, trong nỗ lực bảo vệ Gotham hiệu quả hơn Batman có thể.
- Javicia Leslie trong vai Ryan Wilder / Batwoman (phần 2): Một chiến binh có kỹ năng cao nhưng vô kỷ luật sống ngoài xe tải với nhà máy của mình, người trở thành Batwoman mới sau khi tìm thấy Batsuit trong xác máy bay đưa Kate trở lại từ Thành phố Quốc gia.